# (6524) Baalke
(6524) Baalke es un asteroide perteneciente al cinturón de asteroides, región del sistema solar que se encuentra entre las órbitas de Marte y Júpiter.
Fue descubierto el 9 de enero de 1991 por Eleanor F. Helin  desde el Observatorio Palomar.

## Designación y nombre
Designado provisionalmente como 1992 AO, fue nombrado en honor a Ron Baalke, ingeniero de software del Laboratorio de Propulsión a Chorro que trabaja en sistemas de telemetría para la Red del Espacio Profundo. Desde 1989 ha estado realizando servicios de divulgación pública en Internet en nombre de la NASA. Sus numerosas páginas de inicio en la World Wide Web han llegado a millones de personas en todo el mundo y han estado entre las páginas de inicio más populares de la NASA. Estas páginas han sido fundamentales para promover la World Wide Web como vehículo para distribuir información e imágenes.

## Características orbitales
Baalke está situado a una distancia media del Sol de 2,351 ua, pudiendo alejarse hasta 2,570 ua y acercarse hasta 2,132 ua. Su excentricidad es 0,093 y la inclinación orbital 22,210 grados. Emplea 1316,83 días en completar una órbita alrededor del Sol.

## Características físicas
La magnitud absoluta de Baalke es 13,28. Tiene 6,336 km de diámetro y su albedo se estima en 0,278.